# Pollegio
Pollegio é uma comuna da Suíça, no Cantão Tessino, com cerca de 743 habitantes. Estende-se por uma área de 5,9 km², de densidade populacional de 126 hab/km². Confina com as seguintes comunas: Biasca, Bodio, Personico, Semione.
A língua oficial nesta comuna é o Italiano.